# Onthophagus vatovai
Onthophagus vatovai är en skalbaggsart som beskrevs av Müller 1942. Onthophagus vatovai ingår i släktet Onthophagus och familjen bladhorningar. Inga underarter finns listade i Catalogue of Life.